# 孙心良
孙心良（1954年—），男，江苏宿迁泗阳县三庄乡橡树村人，中华人民共和国军事人物，中国人民解放军少将，曾任江苏省军区司令员，南京军区联勤部部长。